# George Redding
Pour les articles homonymes, voir Redding.
George Redding (né le 6 mars 1900 à Peterborough, dans la province de l'Ontario, au Canada — mort le 17 octobre 1974) est un joueur professionnel canadien de hockey sur glace.

## Biographie
Redding fait ses débuts en tant que joueur de hockey en jouant avec les Tigers de Hamilton dans l'Association de hockey de l'Ontario Senior en 1921-1922. Le 16 octobre 1924, il signe avec la nouvelle franchise de la Ligue nationale de hockey des Bruins de Boston. Il passe alors les saisons 1924-1925 et 1925-1926 avec les Bruins. Le 22 décembre 1924, il remplace Hec Fowler qui vient de se blesser dans les buts de son équipe ; il accorde alors un but en dix minutes passées sur la glace alors que son équipe perd 10-1 contre les Saint-Patricks de Toronto. Il joue par la suite pendant une dizaine de saisons dans les circuits mineurs d'Amérique du Nord.
En 1933, il devient entraîneur pour l'équipe des Tigers de Hamilton, formation qui évolue dans l'Association de hockey de l'Ontario Senior.

## Statistiques
| Saison    | Équipe                 | Ligue  |    | Saison régulière | Saison régulière | Saison régulière | Saison régulière | Saison régulière |   | Séries éliminatoires | Séries éliminatoires | Séries éliminatoires | Séries éliminatoires | Séries éliminatoires |
| Saison    | Équipe                 | Ligue  | PJ | B                | A                | Pts              | Pun              | PJ               | B | A                    | Pts                  | Pun                  |                      |                      |
| 1921-1922 | Tigers de Hamilton     | OHA Sr | 10 | 1                | 4                | 5                | -                |                  |   |                      |                      |                      |                      |                      |
| 1922-1923 | Tigers de Hamilton     | OHA Sr | 11 | 0                | 1                | 1                | -                | 2                | 0 | 0                    | 0                    | 2                    |                      |                      |
| 1923-1924 | Tigers de Hamilton     | OHA Sr | 10 | 4                | 4                | 8                | -                | 2                | 0 | 0                    | 0                    | -                    |                      |                      |
| 1924-1925 | Bruins de Boston       | LNH    | 27 | 3                | 2                | 5                | 10               |                  |   |                      |                      |                      |                      |                      |
| 1925-1926 | Bruins de Boston       | LNH    | 8  | 0                | 0                | 0                | 0                |                  |   |                      |                      |                      |                      |                      |
| 1926-1927 | Tigers de Boston       | Can-Am | 31 | 7                | 0                | 7                | 39               |                  |   |                      |                      |                      |                      |                      |
| 1927-1928 | Tigers de Boston       | Can-Am | 39 | 7                | 3                | 10               | 48               |                  |   |                      |                      |                      |                      |                      |
| 1928-1929 | Panthers de London     | CPHL   | -- | 8                | 3                | 11               | 60               |                  |   |                      |                      |                      |                      |                      |
| 1929-1930 | Millers de Minneapolis | AHA    | 47 | 6                | 4                | 10               | 57               |                  |   |                      |                      |                      |                      |                      |
| 1930-1931 | Millers de Minneapolis | AHA    | 43 | 9                | 2                | 11               | 71               |                  |   |                      |                      |                      |                      |                      |
| 1931-1932 | Majors de Buffalo      | AHA    | 11 | 0                | 1                | 1                | 8                |                  |   |                      |                      |                      |                      |                      |
| 1936-1937 | Hawks de Richmond      | BNL    |    |                  |                  |                  |                  |                  |   |                      |                      |                      |                      |                      |

| Saison    | Équipe             | Ligue  |    | PJ | V  | D | N    | % V |  | Séries éliminatoires |
| 1933-1934 | Tigers de Hamilton | OHA Sr | 23 | 16 | 4  | 3 | 76,1 |     |  |                      |
| 1945-1946 | Tigers de Hamilton | OHA Sr |    |    |    |   |      |     |  |                      |
| 1950-1951 | Tigers de Hamilton | OHA Sr | 40 | 18 | 19 | 3 | 48,8 |     |  |                      |
| 1951-1952 | Tigers de Hamilton | OHASr  | 50 | 21 | 27 | 2 | 44   |     |  |                      |